# Cockerpoo
Cockapoo er en krydsning imellem en cockerspaniel og en puddel. En cockapoo kan være resultatet af parring af enten den amerikanske cocker spaniel eller den engelske cocker spaniel med en puddel. De har været kendt i USA siden 1950'erne.